# Margrethe Nielsen
Margrethe Nielsen (28. december 1891 – 27. januar 1982) var en dansk skuespillerinde.
Margrethe Nielsen var elev på Det Kongelige Teater. Hun havde debut som skuespiller i 1914 som Louise i En spurv i tranedans.
Margrethe Nielsen er begravet på Vestre Kirkegård i København.

## Filmografi
- Fløjtespilleren (1953)
- I kongens klær (1954)
- Bruden fra Dragstrup (1955)
- Tre piger fra Jylland (1957)
- Styrmand Karlsen (1958)

## Ekstern kilde/henvisning
- Margrethe Nielsen på Internet Movie Database (engelsk)
- Margrethe Nielsen på Filmdatabasen
- Margrethe Nielsen på danskefilm.dk
- Margrethe Nielsen på danskfilmogtv.dk
- Margrethe Nielsen på The Movie Database (engelsk)